# Спутник-3
Спутник-3 (от руски спътник) е съветски космически апарат, изстрелян в околоземна орбита на 15 май 1958 година. Това е вторият опит за изстрелване на такъв апарат. Първият опит е на 3 февруари 1958 г. и завършва с взрив на ракетата-носител на космодрума. Първоначалните параметри на орбитата са:
- апогей: 1860 км;
- перигей: 214 км;
- период: 105,9 минути.

## Описание на кораба
Спътникът има конусовидна форма с височина на конуса 3,57 м и диаметър на основата 1,73 м, маса – 1327 кг. Ел. захранване е осигурено от слънчеви клетки, разположени на различни места по корпуса на спътника. В оборудването му са включени няколко инструмента и експеримента, които да измерват:
- налягането и състава на високите слоеве на атмосферата;
- концентрацията на положително заредени частици;
- интензивността на слънчевата радиация;
- характера и вида на космическите лъчения;
- електростатичния заряд на електрическото поле около Земята;
- интензивността на земното магнитно поле;
- въздействието на микрометеоритите;
- температурата във вътрешността и по външната повърхност на спътника.

Орбитата е извън радиационното поле на Земята, но поради повреда в магнеттофона за запис на данни не успява да се измери количеството и разпределението на радиация в радиационния пояс на Ван Алън. Активирането на отделните устройства, връзките помежду им и предаването на данни се контролирало от електронно устройство, конструирано на базата на полупроводникови елементи.
Спътникът продължава да работи и след като основните батерии изчерпват ресурса си на 3 юни 1958 г. Полетът му продължава до 6 април 1960 г., и след постепенното снижаване на орбитата му изгаря в горните слоеве на атмосферата на Земята. полетът е с продължителност 692 дни.